# BMW 325
La BMW 325 est une voiture standard légère de la Wehrmacht, que le constructeur BMW a produite entre 1937 et 1940 dans son usine d’Eisenach. Des voitures standard légères étaient également fabriquées par Stoewer à Stettin et par Hanomag à Hanovre avec le même châssis et la même carrosserie, mais ces entreprises utilisaient leurs propres moteurs.
La voiture ouverte légère avait un empattement de 2 400 mm et elle était équipée d’un moteur six cylindres en ligne d’une cylindrée de 1 971 cm³. Le moteur de la BMW 326 avec deux carburateurs Solex à débit ascendant a été converti pour une lubrification à carter sec et il délivrait 50 ch (37 kW) à 3 750 tr/min. La voiture à traction intégrale avait une boîte de vitesses à cinq rapports et trois blocage de différentiels. Toutes les roues avaient des freins à tambour avec commande par câble.
La voiture a été construite à l’origine avec une direction intégrale, ce qui a réduit de près de moitié le diamètre du rayon de braquage de 12,7 m à 6,5 m. La direction intégrale a été abandonnée en 1940 car trop complexe. La consommation d’essence était de 17 l/100 km sur route et de 25 l/100 km en tout-terrain.
En raison de leur grande complexité, les voitures étaient lourdes et sujettes aux réparations. La plupart des véhicules sont devenus défectueux pendant la guerre contre l’Union soviétique.
En quatre ans, l’usine BMW d’Eisenach a produit 3 225 véhicules, soit : 453 unités en 1937, 945 unités en 1938, 1 093 unités en 1939 et 734 unités en 1940. Chez BMW, la production a été interrompue en 1940, et seul Stoewer a continué à construire les voitures standard légères jusqu’en 1944 en tant que seul fabricant.